# Le Pouce de l'ingénieur
Le Pouce de l'ingénieur (The Adventure of the Engineer's Thumb en version originale), est l'une des cinquante-six nouvelles d'Arthur Conan Doyle mettant en scène le détective Sherlock Holmes. Elle est parue pour la première fois dans la revue britannique Strand Magazine en mars 1892, avant d'être regroupée avec d'autres nouvelles dans le recueil Les Aventures de Sherlock Holmes (The Adventures of Sherlock Holmes).

## Résumé

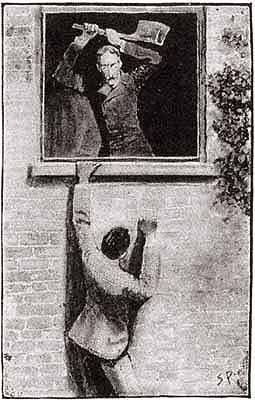
L'agression dont est victime Hatherley.

À l'été 1889, Victor Hatherley, un jeune ingénieur hydraulique londonien, est amené par un client et employé de la gare de Paddington (devenu racoleur de client pour le Dr. Watson après avoir été soigné) pour une blessure au pouce chez le Dr. Watson. L'homme a été attaqué la veille et son pouce a été tranché. Après l'avoir soigné, Watson emmène l'homme chez Sherlock Holmes pour relater l'étrange et terrifiante aventure survenue la veille. 
Tout commence lorsqu'un mystérieux Colonel Lysander Stark lui propose une mission confidentielle généreusement rémunérée à 50 guinées (soit environ 7 330 livres sterling actuelles) : inspecter une presse hydraulique dans une demeure isolée d'Eyford, dans le Berkshire.
Stark prétend que cette machine sert à comprimer de la terre à foulon en briques. Bien que sceptique quant à la véritable utilisation de l'appareil, Hatherley, dont le cabinet de conseil vient d'ouvrir et qui peine à trouver des clients, accepte la proposition. On vient le chercher à la gare dans une voiture aux vitres dépolies, l'empêchant de reconnaître le trajet vers la mystérieuse demeure.
Aveuglé par l'appât du gain et par esprit de bravade, notre ingénieur ignore les avertissements d'une femme qui le supplie de fuir avant d'examiner la presse. Ce n'est qu'en découvrant le sol recouvert d'un "dépôt métallique" qu'il comprend que le colonel lui a menti. Furieux de s'être fait berné, Hatherley apostrophe Stark, qui tente de le broyer dans la presse pour que son secret ne s'ébruite pas. Hatherley réussit à s'enfuir par une porte situé dans la presse et est aidé par la femme du colonel qui l'emmène à une fenêtre pour qu'il s'échappe. Stark le rattrape au moment où il allait se laisser tomber du rebord auquel il s'accrochait et lui trance le pouce. Hatherley se met à courir pour s'éloigner de la maison et s'évanouit. Lorsqu'il se réveille le lendemain, il se situe près de la gare.
Après avoir écouté ce récit, Holmes résout rapidement l'énigme : Stark et ses complices sont des faux-monnayeurs qui utilisent la presse pour fabriquer de fausses demi-couronnes. La voiture avait fait un trajet de "six miles aller-retour" pour masquer l'emplacement de leur repaire ce qu'Holmes déduit de la fraicheur des chevaux. Holmes révèle également que ce groupe est responsable de la disparition d'un autre ingénieur hydraulique l'année précédente.
Lorsque Holmes, Watson et la police se rendent sur les lieux, ils découvrent la maison en flammes, incendiée après que la lampe d'Hatherley a été écrasée dans la presse. Les faux-monnayeurs se sont enfuis vers Reading avec plusieurs "lourdes caisses", laissant derrière eux les cendres de leur atelier clandestin.

## Livre audio en français
- Arthur Conan Doyle, Le Pouce de l'ingénieur [« The Adventure of the Engineer's Thumb »], Paris, La Compagnie du Savoir, coll. « Les enquêtes de Sherlock Holmes », 2011 (EAN 3661585198710, BNF 42478170)Narrateur : Cyril Deguillen ; support : 1 disque compact audio ; durée : 50 min environ ; référence éditeur : La Compagnie du Savoir CDS069. Le nom du traducteur n'est pas indiqué.